# تيري دافي
تيري دافي (بالإنجليزية: Terry Davey)‏ هو لاعب كرة قدم أسترالية أسترالي، ولد في 23 يوليو 1950.

## وصلات خارجية
- تيري دافي على موقع AustralianFootball.com (الإنجليزية)
- تيري دافي على موقع AFLtables.com (الإنجليزية)